# Arugisa watsoni
Arugisa watsoni là một loài bướm đêm trong họ Erebidae.